# Kondapura, Channapatna
Kondapura là một làng thuộc tehsil Channapatna, huyện Ramanagara, bang Karnataka, Ấn Độ.